# Laplaceova ravnina
Laplaceova ravnína [laplásova ~]  je ravnina, ki je v poprečju najbliže ravnini po kateri se giblje satelit (naravni ali umetni) med enim ciklom precesije. To je ravnina, ki poteka pravokotno na pol precesije.
Imenuje se po francoskem matematiku, fiziku in astronomu Pierre-Simonu de Laplaceu, ki jo je leta 1839 opredelil.
Laplaceova ravnina se uporablja za opis gibanja satelitov plinskih velikanov: Jupitra, Saturna, Urana in Neptuna. V približku ta ravnina odgovarja ekvatorialni ravnini planeta za satelite, ki so blizu planeta. V teh primerih je Laplaceova ravnina omejena med planetovo ravnino tira in njegovo ekvatorialno ravnino. Ravnina se močno popači za zunanje satelite Jupitra (Ananka in Pasifaja). Na te satelite je vpliv Jupitra (in zunanjih motenj - Saturn in Galilejevi sateliti) tako močan, da zanje ta definicija ne velja več.
Prehod je določen z enačbo:
{\displaystyle a_{k}=\left[{\frac {2J_{2}r^{2}a_{P}^{3}m}{m_{P}}}\right]^{1/5}\!\,,}
kjer je {\displaystyle J_{2}} drugi gravitacijski moment.
Laplaceova ravnina Osončja kot celote je podobno popačena kot pri Uranu in Plutonu, vendar kometi v zunanjem Oortovem oblaku precesirajo prepočasi da bi bila Laplaceova ravnina pomembna.
Laplaceova ravnina se imenuje tudi sorodna nespremenljiva ravnina (angleško invariable plane).